# Ионова, Елена Евгеньевна
Елена Евгеньевна Ионова (род. 3 апреля 1958 года, Москва) — российская певица оперы и оперетты (меццо-сопрано), народная артистка Российской Федерации (2014).

## Биография
Елена Ионова родилась 3 апреля в Москве. Окончила Московское музыкальное училище имени Гнесиных — факультет музыкальной комедии, затем Государственный институт театрального искусства — факультет музыкального театра, курс профессора Г. П. Ансимова.
Комсомолка, вероятно член КПСС.
После окончания ГИТИСа, в 1985 году поступила в Государственный академический театр «Московская оперетта», в котором работает по сей день, исполняя ведущие партии в опереттах Имре Кальмана: Сильва в «Королеве чардаша», Мадлен в «Фиалке Монмартра», Марица в «Марице», а также Валентина в «Весёлой вдове» Франца Легара и др.
С 1998 года — солистка Московского Театра Геликон-Опера. Среди партий — заглавная партия в опере «Кармен» Жоржа Бизе, Амнерис в «Аиде», Флора в «Травиате» Джузеппе Верди и др.
Также Елена Ионова дипломант конкурса артистов оперетты, сотрудничала с Государственным симфоническим оркестром им. Светланова под управлением Марка Горенштейна. Пела на сцене Wiener Kammeroper (Австрия), участвовала в фестивале композитора Джанкарло Менотти в Сполето (Италия). Активно гастролирует. Регулярно выступает с концертными программами в Японии, Китае, Австралии, Франции и Америке.
Елена Ионова одна из немногих артистов, успешно работающих сразу в двух театрах и в двух жанрах: оперы и оперетты.

## Исполненные роли
- Нина в оперетте «Севастопольский вальс» К. Листова;
- Виолетта в представлении «Да здравствует вальс!» из произведений И. Штрауса;
- Жюльетта  и Анжель Дидье в оперетте «Граф Люксембург» Ф. Легара;
- Маша в оперетте «Касатка» В. Чернышёва;
- Китти Веден в оперетте «Старая комедия» О. Фельцмана;
- Галя в оперетте «Старые дома» О. Фельцмана;
- Ванда в оперетте «Великая герцогиня Герольштейнская» Ж. Оффенбаха;
- Цейтл в мюзикле «Скрипач на крыше» Дж. Бока;
- Хозяйка в мюзикле "Только не это, сеньор Хуан" О. Анофриева и Н. Друженкова;
- Сильва в оперетте «Королева Чардаша» И. Кальмана;
- Разносчица яблок и Посажённая мать в оперетте «Клоп» Д. Шостаковича;
- Теодора в оперетте «Принцесса цирка» И. Кальмана;
- Эвис в оперетте «Джулия Ламберт» А. Кремера;
- Силли в оперетте «Примадонна» Ж. Оффенбаха;
- Соло в опере «Испанский час» М. Равеля;
- Марго в мюзикле «Сибирские янки» Ю. Взорова;
- Джульетта в опере «Сказки Гофмана» Ж. Оффенбаха;
- Кармен в опере «Кармен» Ж. Бизе;
- Амнерис в опере «Аида» Дж. Верди;
- Валентина в оперетте «Весёлая вдова» Ф. Легара;
- Марица в оперетте «Марица» И. Кальмана;
- Мадлен в оперетте «Фиалка Монмартра» И. Кальмана;
- Ракша в мюзикле «Маугли» В. Сташинского;
- Флора в опере «Травиата» Дж. Верди;
- Любовь Кочубей в опере «Мазепа» П. И. Чайковского;
- Элен Безухова в опере «Война и мир» С. С. Прокофьева;
- Сонетка в опере «Леди Макбет Мценского уезда» Д. Д. Шостаковича;
- Кащеевна в опере «Кащей Бессмертный» Н. А. Римского-Корсакова;
- Клавдия (медсестра) в опере «Упавший с неба» С. С. Прокофьева;
- Луиза в мюзикле «Рикошет» А. Маркелова;
- Теодора Вердье в оперетте «Мистер Икс» И. Кальмана;
- Марина Мнишек в опере «Борис Годунов» М. Мусоргского;
- Стефания в опере «Сибирь» У. Джордано;
- Берта в опере «Севильский цирюльник» Дж. Россини;
- Ирина Юсупова в опере «Распутин» Дж. Риза;
- Екатерина II в опере «Царица» Д. Ф. Тухманова;
- Долли в мюзикле «Хелло, Долли!» Дж. Германа;
- Принцесса Клариче в опере «Любовь к трём апельсинам» С. С. Прокофьева;
- Мадам Ларина в опере «Евгений Онегин» П. И. Чайковского;
- Божена в оперетте «Графиня Марица» И. Кальмана;
- Амада в оперетте «Орфей в аду» Ж. Оффенбаха;
- Цецилия в оперетте «Сильва» И. Кальмана;
- Эльга в оперетте «Весёлая вдова» Ф. Легара;
- Августа Густавовна Заморская в музыкальной комедии «Вольный ветер мечты» на музыку И. Дунаевского
- Фтататита в мюзикле «Цезарь и Клеопатра» А. Журбина;
- Миссис Пирс в мюзикле «Моя прекрасная леди» Ф. Лоу.

## Репертуар на сегодняшний день

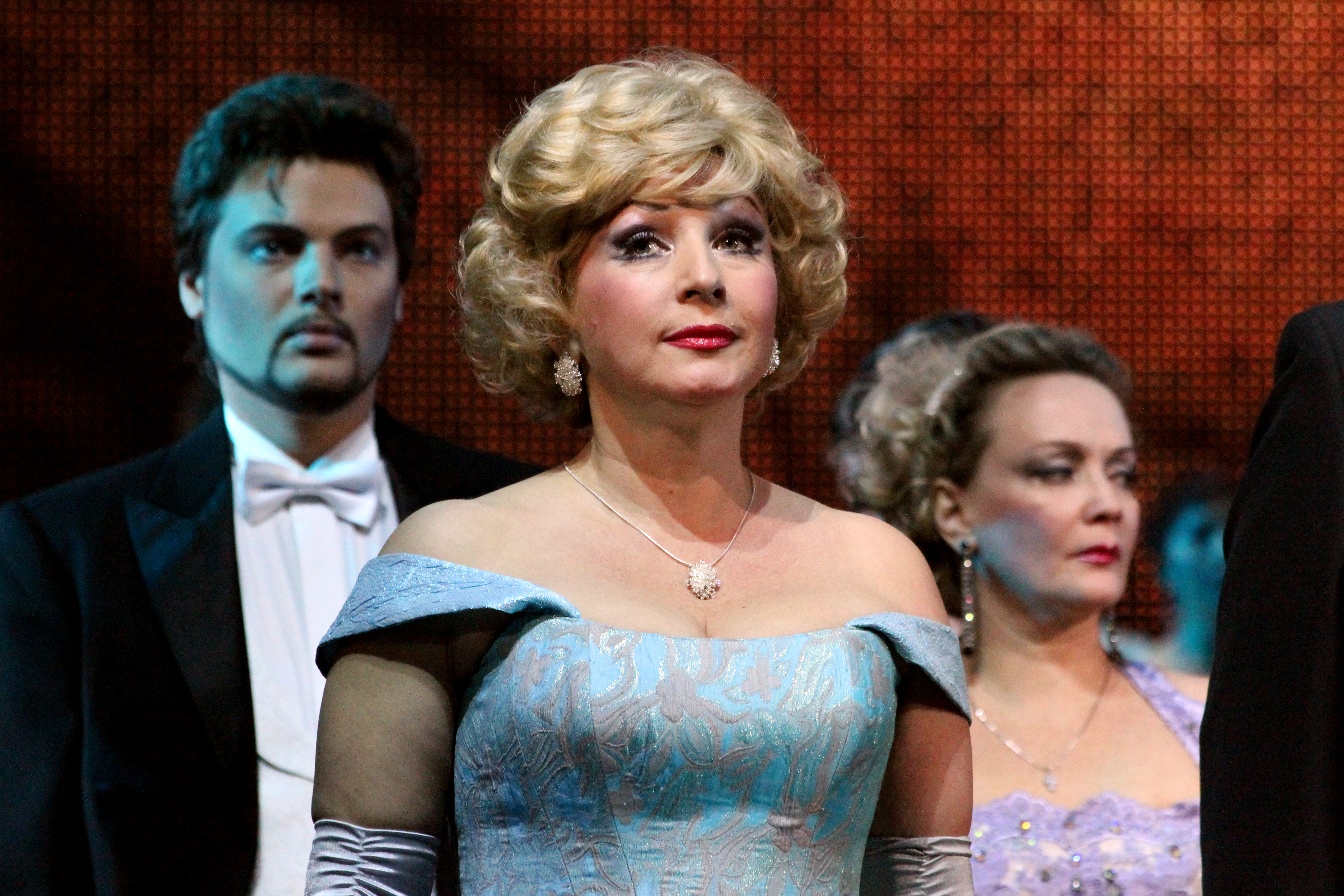
Елена Ионова

Сегодня в репертуаре Театра Оперетты:
- Номер в музыкальном представлении «Grand канкан»;
- Мама Роза в мюзикле «Брак по-итальянски» Г. Шайдуловой;
- Фелисата Герасимовна Кукушкина в мюзикле «Доходное место» Г. Гладкова;
- Мачеха в мюзикле «Золушка» А. Семенова;
- Цецилия в оперетте «Королева чардаша» И. Кальмана;
- Каролина в оперетте «Мистер Икс» И. Кальмана;
- Анарда в мюзикле «Собака на сене» А. Клевицкого;
- Маркиза де Помпадур в опереттОмюзикле «Фанфан-тюльпан» А. Семенова;
- Чипра в оперетте «Цыганский барон» И. Штрауса.

Сегодня в репертуаре театра Геликон-опера под руководством Дмитрия Бертмана:
- Джульетта «Сказки Гофмана» Ж. Оффенбаха;
- Любовь Кочубей «Мазепа» П. И. Чайковского;
- Сонетка «Леди Макбет Мценского уезда» Д. Д. Шостаковича;
- Кащеевна «Кащей Бессмертный» Н. А. Римского-Корсакова;
- Клавдия, медсестра / Варя, сноха деда Михайло «Упавший с неба» С. С. Прокофьева;
- Марина Мнишек «Борис Годунов» М. Мусоргского;
- Екатерина II «Царица» Д. Ф. Тухманова;
- Принцесса Клариче «Любовь к трём апельсинам» С. Прокофьева